# 中国之怒吼

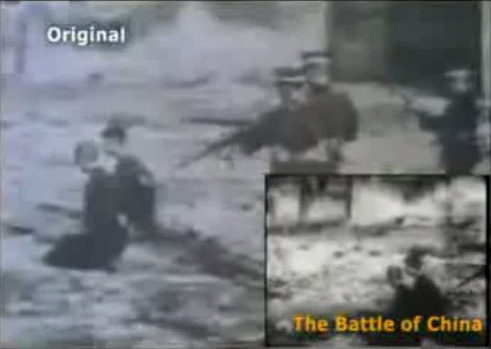
撃たれているのは中国共産党員であり、撃っているのは蔣介石中国国民党軍である。ロシアの『上海ドキュメント』の映像を流用し、日本軍の兵士によって射殺されている映像として『中国之怒吼』で使っている

『中国之怒吼』（中国語: 中國之怒吼、ちゅうごくのどこう、中国の怒吼）は、1945年（昭和20年）秋頃に、アメリカ製の映画『ザ・バトル・オブ・チャイナ』を編集・追加して中国（国民政府）で作られたプロパガンダ映画である。南京事件の証拠写真・映像として、この映画のシーンが使用されることもある。
長崎原爆資料館では長崎の中国総領事館が「南京大虐殺の写真」を展示することを要求したことで、資料館は圧力に屈してこの宣伝映画の1コマをプリントして「泣き叫ぶ婦人の連行写真」として展示していたことがあったが、結果的に「信憑性に乏しい」と判断され撤去するに至っている。
また1983年（昭和58年）に公開された記録映画『東京裁判』（小林正樹監督）の中でも南京事件を説明する映像として、この映画の一部が使用された。それについて渡部昇一から「やらせ」を指摘され、小林監督は「確かに、あれは中国・国民政府が南京事件を告発するためにつくった映画のフィルムであり、いわゆるやらせがかなり多いことも、最初からわかっていました」と述べる一件も起こっている。
上海南駅での子供を映したシーンでは「発炎筒」を炊いて演出しているのではないかと指摘されている。